# 猿渡哲也
猿渡 哲也（さるわたり てつや、1958年6月25日 - ）は、日本の漫画家。福岡県大牟田市出身。男性。血液型はO型。

## 来歴
福岡県大牟田市生まれで、小学校低学年より兵庫県姫路市で育つ。高校中退後さまざまな職業を経た後、21歳位の時、東京の親戚の所に遊びに行くついでに初めて描いた漫画を集英社へ持ち込む。
1981年、第21回手塚賞準入選（『ショット!』、棚渡哲也名義）同期受賞者に板橋しゅうほう、渡辺獏人、桂正和。平松伸二や本宮ひろ志のアシスタントを務め、『海の戦士』（『週刊少年ジャンプ』）でデビュー。
代表作に『力王 RIKI-OH』『高校鉄拳伝タフ』

## 作風
『高校鉄拳伝タフ』シリーズを筆頭に、格闘やバトルを中心としたアクション漫画家として知られている。一方で『痛快あばれブン屋』のような社会問題に切り込んだ劇画も手掛けている。連載作品においては、親と子の相克を描いたテーマが多く最終対決で親子の死闘が描かれることも多い。画力においては定評があり、師匠の平松伸二が嫉妬して、手を潰したくなったと言わせるほどである。

## 作品リスト

### 漫画作品

#### 連載作品
| 作品名                                                        | 掲載誌                                                            | 連載期間        | 書籍情報                                                                                                |
| ------------------------------------------------------------- | ----------------------------------------------------------------- | --------------- | --- |
| 海の戦士                                                      | 週刊少年ジャンプ                                                  | 1982年          | 全2巻／ジャンプスーパーコミックス                                                                       |
| Mr.ホワイティ （原作：北芝健）                                | 週刊少年ジャンプ                                                  | 1984年          | 未単行本化                                                                                              |
| SOUL                                                          | ヤングジャンプ                                                    | 1985年 - 1986年 | 全4巻／ヤングジャンプ・コミックス 全4巻／ヤングジャンプコミックスセレクション                           |
| ドッグソルジャー                                              | 「増刊ヤングジャンプ ザ・グレート青春号」 →「月刊ベアーズクラブ」 | 1986年 - 1991年 | 全12巻／ヤングジャンプ・コミックス 全9巻／ヤングジャンプコミックスセレクション 全3巻／RAIJIN COLLECTION |
| DAN-GAN （原作：梶研吾）                                      | COMICアクションヒーロー                                           | 1986年 - 1988年 | 全5巻／アクション・コミックス 全5巻／劇画キングシリーズ 全4巻／バーガーＳＣスペシャル                   |
| BAD POLICE                                                    | 少年チャンピオン                                                  | 1986年          | 全1巻／少年チャンピオンコミックス・エクストラ                                                           |
| 力王 RIKI-OH （原作：鷹匠政彦）                               | ビジネスジャンプ                                                  | 1987年 - 1990年 | 全12巻／ビジネスジャンプ・コミックス 全9巻／ヤングジャンプコミックスセレクション                        |
| ザ・ハード                                                    | ビジネスジャンプ                                                  | 1990年 - 1996年 | 全17巻／ヤングジャンプ・コミックス                                                                      |
| 痛快あばれブン屋                                              | エクストラ・ビージャン                                            | 1991年 - 1992年 | 全1巻／ヤングジャンプ・コミックス（未収録エピソード有）                                                 |
| ダムド-DAMMED （原案：門脇正法 原案協力：三陽五郎、大畑晃一） | ヤングジャンプ                                                    | 1992年          | 全3巻／ヤングジャンプ・コミックス                                                                       |
| ジャングル・キング                                            | ベアーズクラブ                                                    | 1993年          | 全1巻／ヤングジャンプ・コミックス                                                                       |
| 高校鉄拳伝タフ                                                | ヤングジャンプ                                                    | 1993年 - 2003年 | 全42巻／ヤングジャンプ・コミックス                                                                      |
| あばれブン屋 （共著：林日出夫）                               | ビジネスジャンプ                                                  | 1996年 - 2001年 | 全13巻／ヤングジャンプ・コミックス                                                                      |
| 毒狼 -どくろ- （作画：林信康）                                | ビジネスジャンプ                                                  | 2001年          | 全1巻／BUSINESS JUMP愛蔵版                                                                              |
| タフ外伝 OTON                                                 | 漫革→月刊ヤングジャンプ                                           | 2001年 -        | 全2巻／ヤングジャンプ・コミックス                                                                       |
| 異形人おに若丸                                                | ビジネスジャンプ                                                  | 2002年 - 2004年 | 全4巻／ヤングジャンプ・コミックス                                                                       |
| TOUGH                                                         | ヤングジャンプ                                                    | 2003年 - 2012年 | 全39巻／ヤングジャンプ・コミックス                                                                      |
| DOKURO -毒狼-                                                 | ビジネスジャンプ                                                  | 2004年 - 2005年 | 全4巻／ヤングジャンプ・コミックス                                                                       |
| 傷だらけの仁清                                                | ビジネスジャンプ                                                  | 2005年 - 2011年 | 全15巻／ヤングジャンプ・コミックス                                                                      |
| Devils×Devil デビルズデビル -Kiryu in Paris                   | ヤングジャンプ                                                    | 2012年          | 全1巻／ヤングジャンプ・コミックス                                                                       |
| ロックアップ                                                  | グランドジャンプ                                                  | 2013年 - 2014年 | 全4巻／ヤングジャンプ・コミックス                                                                       |
| GOKUSAI                                                       | ヤングジャンプ                                                    | 2012年 - 2013年 | 全4巻／ヤングジャンプ・コミックス                                                                       |
| Rūnin                                                         | ヤングジャンプ                                                    | 2015年          | 全2巻／ヤングジャンプ・コミックス                                                                       |
| TOUGH外伝 龍を継ぐ男                                          | 週刊プレイボーイ                                                  | 2015年 - 2025年 | 既刊34巻／ヤングジャンプ・コミックス                                                                    |
| ZIG （原作：長崎尚志）                                        | グランドジャンプ                                                  | 2017年          | 全1巻／ヤングジャンプ・コミックス                                                                       |
| TOUGH 番外編 柔の章                                           | TOKYO 2020 PARALYMPIC JUMP パラリンピックジャンプ                 | 2017年 - 2021年 | 全1巻／ヤングジャンプ・コミックス                                                                       |
| エイハブ                                                      | グランドジャンプむちゃ                                            | 2022年 - 2023年 | 全1巻／ヤングジャンプ・コミックス                                                                       |

#### 読切作品
| 作品名                                | 掲載誌                                     | 発表年        | 収録先                                                |
| ------------------------------------- | ------------------------------------------ | ------------- | ----------------------------------------------------- |
| ショット!                             | 不明                                       | 1981年        | 「SOUL（ヤングジャンプ・コミックス版）」3巻           |
| ブルーサーフ☆シティ                   | フレッシュジャンプ                         | 1982年        | 「海の戦士」1巻                                       |
| ロコ・ボーイ                          | 少年ジャンプ増刊                           | 不明          | 「海の戦士」2巻                                       |
| 本気でゲーム                          | フレッシュジャンプ                         | 1983年        | 「海の戦士」2巻                                       |
| あの娘はヘッド （原作：本田一景）     | フレッシュジャンプ                         | 1983年        | 「SOUL（ヤングジャンプ・コミックス版）」4巻           |
| ボンバー                              | 週刊少年サンデー                           | 1987年        | 「BAD POLICE」                                        |
| ARTEMIS-アルテミス- 悪を狩る女神      | 週刊宝石コミックBE！                       | 1988年        | 「BAD POLICE」                                        |
| 元気ですハイ!                         | 別冊漫画アクション                         | 1986年        | 「DAN-GAN（アクションコミックス版）」5巻              |
| ボクサー・ブルー                      | 不明                                       | 不明          | 「DAN-GAN（アクションコミックス版）」5巻              |
| SHOUT                                 | 不明                                       | 不明          | 「DAN-GAN（アクションコミックス版）」5巻              |
| ブルース （原作：梶研吾）             | 不明                                       | 不明          | 「ドッグソルジャー（ヤングジャンプコミックス版）」1巻 |
| 豪腕!                                 | 麻雀ゴラク ヤング7月15日増刊号             | 1986年        | 単行本未収録                                          |
| 鬼凜児                                | ベアーズクラブ                             | 1989年        | 「力王 RIKI-OH」11巻                                  |
| ニューヨークダスト                    | ワーキングデビュー                         | 不明          | 「力王 RIKI-OH」12巻                                  |
| 神火兵アビ （原作：三陽五郎）         | ヤングジャンプサーティー                   | 1992年        | 「ダムド DAMMED」3巻                                  |
| 男純情恋歌                            | ヤングジャンプ                             | 1993年        | 「SOUL（ヤングジャンプコミックスセレクション版）」4巻 |
| 毒狼＜青春地獄変＞                    | ビジネスジャンプ                           | 2001年        | 「DOKURO -毒狼-」4巻                                  |
| 生きると言ってみろ                    | ビジネスジャンプ増刊号BJ魂2004年オータム号 | 2004年        | 単行本未収録                                          |
| タフガイ伝                            | コミック格闘王創刊第1号                    | 2004年        | 単行本未収録                                          |
| 灰色のオッドアイ                      | ビジネスジャンプ                           | 2010年        | Devils×Devil 猿渡哲也短編集                           |
| 異能社員 鈴木一郎                     | 月刊ヤングジャンプ                         | 2010年        | Devils×Devil 猿渡哲也短編集                           |
| TOUGH Rootsアロマインパクト【特別編】 | ヤングジャンプ3月11日号                    | 2011年        | 単行本未収録                                          |
| TOUGH TOYOTA bB"煌"【特別編】         | ヤングジャンプ3月1日号                     | 2012年        | 単行本未収録                                          |
| 漂えど沈まず                          | グランドジャンプ13号                       | 2012年        | 単行本未収録                                          |
| 漂えど沈まず                          | グランドジャンプ1号                        | 2013年        | 単行本未収録                                          |
| Rūnin -The RONIN in the Ruined City-  | ヤングジャンプ21・22合併号                 | 2014年        | 単行本未収録                                          |
| フラッギング                          | グランドジャンプPREMIUM                    | 2014年-2016年 | 単行本未収録                                          |
| 呼ぶ山 （原作：夢枕獏）               | グランドジャンプPREMIUM3月号               | 2016年        | 単行本未収録                                          |

### その他
- パチンコ機『総合格闘技パチンコ鉄拳伝タフ』-SANYOより発売されたパチンコ機。
- パチスロ機『パチスロ鉄拳伝タフ』-オーイズミより発売されたパチスロ機。

## 出演

### オリジナルビデオ
- あばれブン屋（日活・1998年8月28日）- 特別出演

### テレビ出演
- news23 特集パラリンピックジャンプ（TBS・2019年9月2日）[3]
- 1億人の大質問!?笑ってコラえて!（日本テレビ・2025年2月5日）[4]

## 師匠
- 平松伸二 - 平松の自伝的作品『そしてボクは外道マンになる』には猿渡も登場する（15話「真髄ぞ…猿渡」など）。
- 本宮ひろ志

## 元アシスタント
- 戸舘新吾
- 鈴木みそ
- 奥嶋ひろまさ
- 大武政夫
- 畑優以